# توم فيشر
توم فيشر (بالإنجليزية: Tom Fisher)‏ (28 يونيو 1992 في المملكة المتحدة - ) هو لاعب كرة قدم بريطاني في مركز الوسط. لعب مع ستوكبورت كونتي وماكليسفيلد تاون ونادي هايد إف سي ونادي اتحاد مانشستر وDroylsden F.C. ‏.

## وصلات خارجية
- توم فيشر على موقع قاعدة بيانات كرة القدم.إي يو (الإنجليزية)
- توم فيشر على موقع Soccerbase.com (لاعب) (الإنجليزية)
- توم فيشر على موقع Soccerway.com (الإنجليزية)